# Harold W. Kuhn
Harold William Kuhn (1925) is een Amerikaans wiskundige, die zich specialiseerde in de speltheorie. In 1980 kreeg hij samen met David Gale en Albert W. Tucker de John von Neumann-theorieprijs. Tucker is professor emeritus in de  wiskunde aan de Universiteit van Princeton. Zijn naam is verder verbonden aan de Karush-Kuhn-Tucker-randvoorwaarde, aan de ontwikkeling van Kuhn-poker alsmede de beschrijving van de Hongaarse methode voor het assignmentprobleem.